# FC Sion
Football Club de Sion – szwajcarski klub piłkarski, założony w 1909 roku, mający siedzibę w Sionie. Obecnie występuje w Swiss Super League.

## Sukcesy
- Mistrzostwo Szwajcarii (2x) – 1991/1992, 1996/1997
- Puchar Szwajcarii (13x) – 1964/1965, 1973/1974, 1979/1980, 1981/1982, 1985/1986, 1990/1991, 1994/1995, 1995/1996, 1996/1997, 2005/2006, 2008/2009, 2010/2011, 2014/2015

## Skład na sezon 2017/2018
Stan na 31 stycznia 2023
| Nr | Poz. | Piłkarz                             |
| -- | ---- | ----------------------------------- |
| 1  | BR   | Heinz Lindner                       |
| 2  | OB   | Joël Schmied                        |
| 3  | OB   | Reto Ziegler                        |
| 4  | OB   | Gora Diouf                          |
| 7  | PO   | Luca Zuffi                          |
| 8  | PO   | Baltazar Costa                      |
| 9  | NA   | Ilyas Chouaref                      |
| 10 | PO   | Wylan Cyprien (wypożyczony z Parmy) |
| 11 | NA   | Gaëtan Karlen                       |
| 12 | BR   | Alexandros Safarikas                |
| 13 | NA   | Giovanni Sio                        |
| 14 | PO   | Anto Grgić (kapitan)                |
| 15 | PO   | José Aguilar                        |

| Nr | Poz. | Piłkarz            |
| -- | ---- | ------------------ |
| 18 | BR   | Kevin Fickentscher |
| 19 | OB   | Numa Lavanchy      |
| 20 | PO   | Musa Araz          |
| 21 | OB   | Dennis Iapichino   |
| 22 | PO   | Denis-Will Poha    |
| 27 | NA   | Abdel Zagré        |
| 29 | NA   | Kevin Halabaku     |
| 33 | NA   | Kevin Bua          |
| 39 | OB   | Nathanaël Saintini |
| 45 | NA   | Mario Balotelli    |
| 76 | NA   | Cleilton Itaitinga |
| 90 | OB   | François Moubandje |
| 97 | OB   | Dimitri Cavaré     |